# Lobe occipital

Animation tridimensionnelle du cerveau humain montrant le lobe occipital gauche en rouge à l'intérieur d'un crâne rendu transparent. L'hémisphère cérébral droit n'est pas montré afin de mieux mettre en valeur le gauche.

Les lobes externes du cerveau humain. Sont aussi dessinés le cervelet en bleu et le tronc cérébral en noir qui sont des structures nerveuses distinctes du cerveau proprement dit.

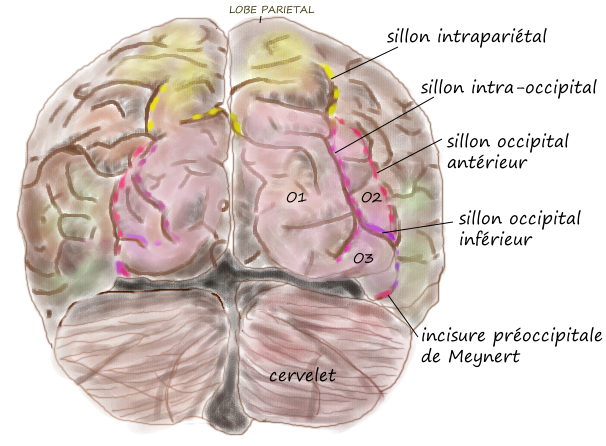
Le lobe occipital,
vue postérieure du cerveau.

Le lobe occipital est une région du cerveau des vertébrés. Il est situé à l'arrière de la tête, à côté du lobe pariétal et du lobe temporal.

## Anatomie
Le nom des lobes dérive de celui de l'os du crâne qui les recouvre sur la face externe des hémisphères.

## Fonction
Le lobe occipital est le centre visuel. Il permet la reconnaissance des orientations et des contours des images en ce qui concerne les premiers traitements d'analyse visuelle effectuées en V1 (aire de Brodmann numéro 17) grâce aux informations provenant des yeux. Le cortex consacré à l'analyse visuelle se prolonge jusqu'aux lobes pariétaux et temporaux.

## Neuropsychologie
Une lésion (à la suite d'un accident vasculaire cérébral par exemple) située dans le cortex occipital peut entraîner une cécité au niveau du champ visuel du côté opposé à la lésion (hémianopsie), ou des troubles de l'activité perceptive (agnosie visuelle).